# Mannesmann

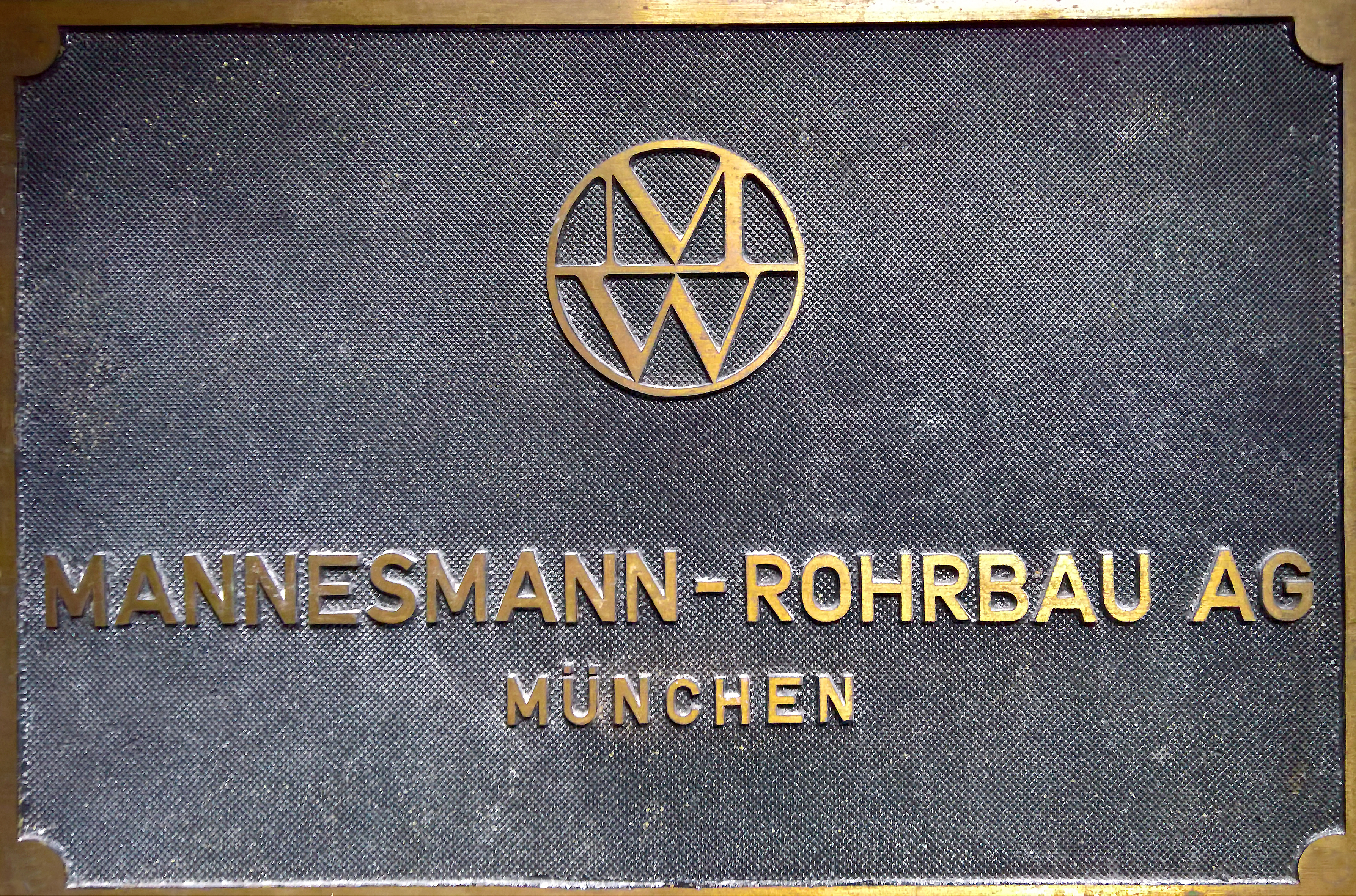
Messingschild der Mannesmann-Rohrbau AG – München

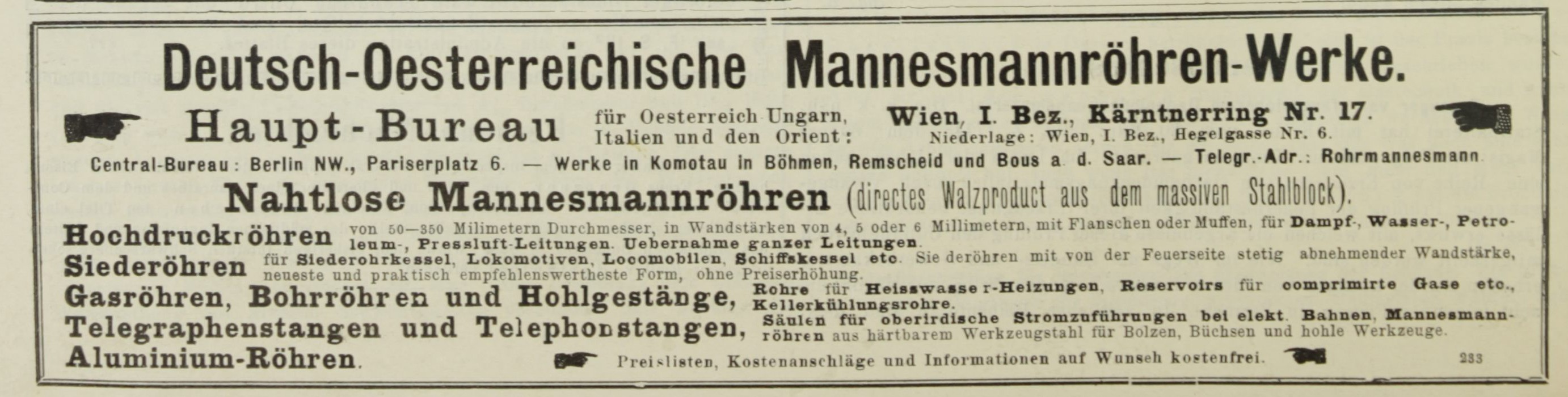
Anzeige der Deutsch-Oesterreichischen Mannesmannröhren-Werke in der Zeitschrift Der Bautechniker aus dem Jahre 1892 mit Erwähnung der „nahtlosen Mannesmannröhren“ sowie der Werke in Komotau, Remscheid und Bous (Saar)

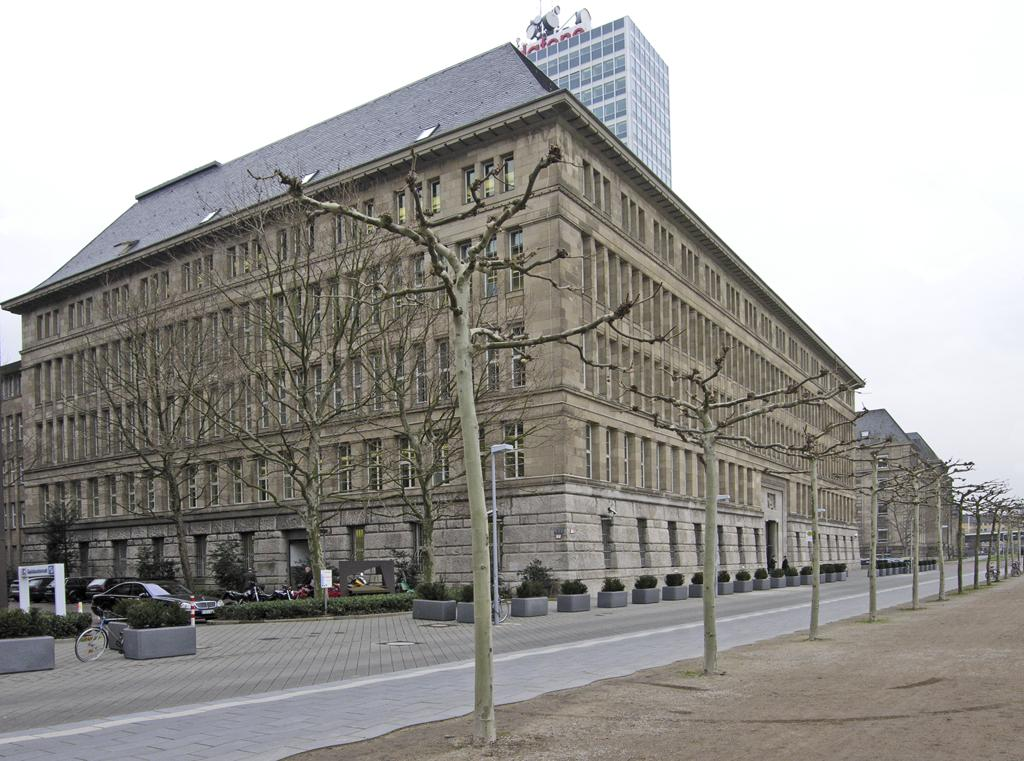
Mannesmann-Verwaltungsgebäude in Düsseldorf von 1911/1912, Architekt: Peter Behrens

Die Mannesmann AG war ein deutsches Industrieunternehmen in Rechtsform einer Aktiengesellschaft mit Sitz in Düsseldorf und oberste Holdinggesellschaft des Mannesmann-Konzerns. Im Jahr 2000 wurde der damalige DAX-Konzern in der mit einem Kaufpreis von 190 Milliarden Euro bis heute teuersten Übernahme der Welt vom britischen Mobilfunkunternehmen Vodafone übernommen. Der Konzern wurde aufgelöst. Die Marke „Mannesmann“ und die älteste Wurzel des Mannesmann-Konzerns, die Produktion von Stahlrohren, gehören seitdem zur Salzgitter AG.

## Geschichte

### Anfangszeit
Die Geschichte des Industriekonzerns Mannesmann geht zurück auf die Brüder Max (1857–1915) und Reinhard Mannesmann (1856–1922) aus Remscheid, die 1885 das erste Verfahren zur Herstellung nahtloser Stahlrohre durch Walzen erfanden – das Schrägwalzverfahren. Dazu experimentierten sie jahrelang in der von ihrem Vater, Reinhard Mannesmann senior (1814–1894), geleiteten Feilenfabrik (Firma A. Mannesmann, gegründet 1796 von Arnold Mannesmann, heute A. Mannesmann Maschinenfabrik GmbH) in Remscheid-Bliedinghausen. Reinhard Mannesmann, der Vater, war von der Erfindung seiner Söhne überzeugt und gründete mit verschiedenen Geldgebern und deren Erfindungen als Einlage in der Folge Werke zur Produktion nahtloser Stahlrohre in Bous (1886), Komotau/Böhmen (1887), Landore/Großbritannien (1887) und Remscheid (1888). Diese Werke gerieten jedoch schnell in finanzielle Schwierigkeiten, u. a. weil das Verfahren technisch noch nicht für die industrielle Produktion ausgereift war. Der endgültige technische Durchbruch gelang den Brüdern Mannesmann erst 1890 mit der Erfindung des sogenannten Pilgerschrittverfahrens durch Max Mannesmann, mit dem die durch Schrägwalzen hergestellten nahtlosen, dickwandigen Hohlkörper industriell zum marktfähigen Rohr ausgewalzt wurden. Die Kombination beider Walzverfahren wurde als Mannesmann-Verfahren weltweit berühmt. Noch heute werden nach dem Mannesmann-Verfahren oder nach dem Schrägwalzverfahren in Kombination mit dem später entstandenen Stopfen- und Rohrkontiwalzen weltweit nahtlose Stahlrohre produziert.

Die u. a. durch die technischen Anfangsschwierigkeiten verursachten Finanzprobleme der so schnell gegründeten Mannesmannröhren-Werke erzwangen 1890 einen unternehmerischen Neuanfang. Am 16. Juli 1890 wurden die bestehenden Röhrenwerke – mit Ausnahme des britischen Werkes, das erst einige Jahre später eingegliedert wurde – in der Deutsch-Österreichische Mannesmannröhren-Werke AG mit Sitz in Berlin zusammengefasst. Dieses Datum gilt als Gründungsdatum des Mannesmann-Konzerns. 1893 verlegte das Unternehmen seine Verwaltung und später auch seinen Sitz nach Düsseldorf, damals das Zentrum der deutschen Stahlröhrenindustrie. Reinhard und Max Mannesmann schieden aus dem Unternehmensvorstand aus, wenige Jahre später auch aus dem Aufsichtsrat. Ebenfalls um die Jahrhundertwende nahm das Unternehmen die Produktion geschweißter Stahlrohre auf. 1897 wurde in Rath schließlich ein großes Werk für die Produktion von nahtlosen Rohren in Betrieb genommen. 

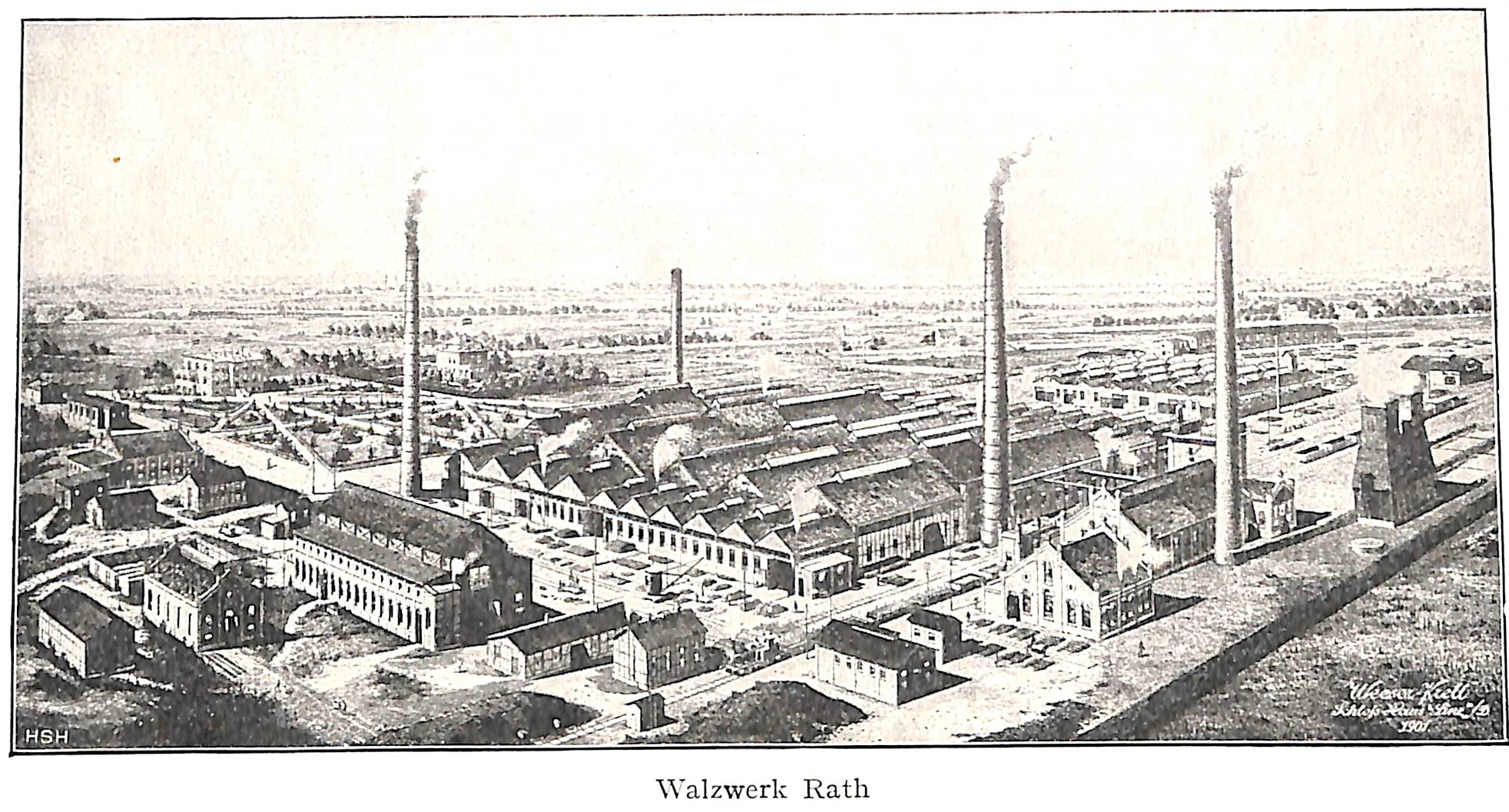
Vogelschau des Walzwerks Rath der Mannesmannröhren-Werke in Düsseldorf-Rath, Panorama von Jakob Weeser-Krell, 1901

Viele Jahrzehnte lang wurde die Bezeichnung „Mannesmannrohr“ als Synonym für das nahtlose Stahlrohr benutzt. Es war den damals verbreiteten Guss- und Schweißrohren weit überlegen und eröffnete vielen Bereichen der Technik, vor allem dem Fahrzeug- sowie dem Maschinen- und Anlagenbau, neue Möglichkeiten. Noch im Gründungsjahr des Unternehmens verlegte Siemens im Kaukasus mit Mannesmannröhren die weltweit erste moderne Öldruckleitung. Heute werden für Pipelines in der Regel geschweißte Großrohre verwendet. Es folgten weltweite Lieferungen, u. a. für Wasserversorgungsanlagen, Öl- und Gaspipelines, Leitungs- und Straßenbeleuchtungsmasten.
1908 benannte sich das Unternehmen in Mannesmannröhren-Werke AG um. Diese entwickelte sich in den folgenden Jahrzehnten zur Sicherung der Unabhängigkeit vom reinen Stahlverarbeiter zum vertikal strukturierten Eisen- und Stahlkonzern.  1911 wurde das Stahlwerk Grillo Funke in Gelsenkirchen, das sich auf Bleche spezialisiert hatte, und 1914 Schultz & Knaudt in Huckingen bei Duisburg übernommen, das später zu einem Hüttenwerk ausgebaut wurde, womit sich die Mannesmannröhren-Werke auch eine eigene Roheisen- und Rohstahlbasis zulegten. 1916 wurde die Zeche Königin Elisabeth in Essen, 1918 die Zeche Unser Fritz in Wanne-Eickel und 1923 die Zeche Consolidation in Gelsenkirchen zur eigenen Steinkohleversorgung übernommen. Es folgten mit Maschinenfabriken (Produktion von Rohrwalzwerken) und Rohrleitungsbau auch erste Investitionen im Bereich der Weiterverarbeitung. Außerdem besaß der Konzern eine eigene weltweite Handelsorganisation (Mannesmann Handel AG, in Düsseldorf unter anderem geleitet von dem 1924 geborenen Kaufmann Heino Plönes) mit Binnen-Reederei.

### Nationalsozialismus

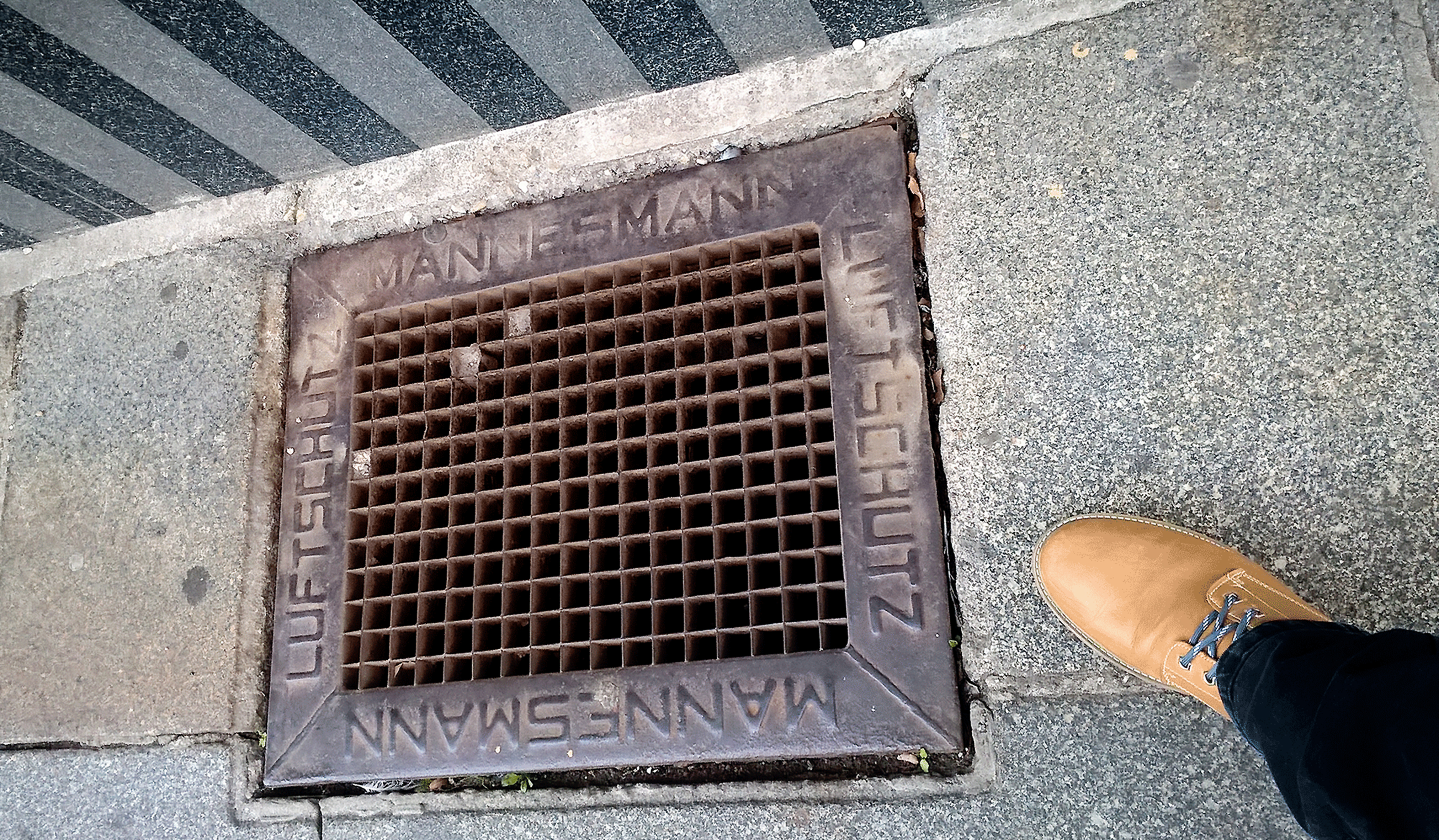
Mannesmann Luftschutzgitter – Rathaus in Dresden – um 1940

Während des Nationalsozialismus war das Unternehmen wie auch viele andere deutsche Konzerne in die Kriegswirtschaft eingebunden. In diesem Zuge wurden bei der Mannesmannröhren-Werke AG in Düsseldorf eine Vielzahl von Zwangsarbeitern (Juden, ausländische Arbeiter und Kriegsgefangene) eingesetzt.
Wie viele deutsche Unternehmen beteiligte sich auch Mannesmann vor und während des Zweiten Weltkriegs an der Enteignung von jüdischem Besitz („Arisierung“). 1938 übernahm Mannesmann die Wolf Netter & Jacobi-Werke und formte daraus die Mannesmann-Stahlblechbau-AG. Die „Arisierung“ des ursprünglich in niederländischem Besitz befindlichen, französischen Behälterbauers van Leer war Thema einer ausführlichen strukturellen Untersuchung durch französische Historiker. Die Untersuchung zeigt, wie dutzende Beteiligte aus beiden Ländern und von allen möglichen politischen und wirtschaftlichen Institutionen bei diesem Vorgang mit- und gegeneinander wirkten. Letztlich gelang es der französischen Seite, die vollständige Vereinnahmung durch Mannesmann zu verhindern. Im selben Jahr mussten die Familien Hahn und Eisner ihr Stahl- und Breitflachstahlwalzwerk in Duisburg-Großenbaum unter Wert an Mannesmann verkaufen. Daraus wurden die Stahl- und Walzwerke Großenbaum AG gebildet.
Von 1940 bis zum Ende des Zweiten Weltkriegs setzte der Konzern in seinen Werken systematisch Zwangsarbeiter und Kriegsgefangene ein. Im Gelsenkirchener Lager Hubertusstraße waren während des Zweiten Weltkrieges mindestens 623 Menschen interniert, die für das Stahl- und Walzwerk Grillo Funke Zwangsarbeit verrichten mussten. Die Mannesmann-AG betrieb in Schalke-Nord weitere Lager an der König-Wilhelm-Straße (heute Kurt-Schumacher-Str.), wo Franzosen und Ukrainer untergebracht waren. In Duisburg verfügten die Mannesmannröhren-Werke mit 1243 Bewohnern über ein großes sogenanntes Ostarbeiterlager.

### Nachkriegszeit

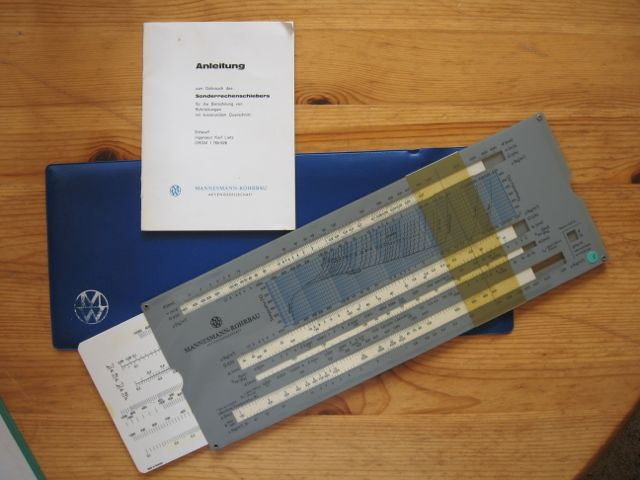
Datenschieber der Mannesmann Rohrbau „für die Berechnung von Rohrleitungen mit kreisrundem Querschnitt“

Nach dem Zweiten Weltkrieg wurde zunächst der Bereich Eisen- und Stahlerzeugung mit den Werken in Duisburg-Huckingen, Gelsenkirchen und Finnentrop als Hüttenwerk Huckingen AG ausgegliedert. Die Mannesmannröhren-Werke AG wurde dann 1952, wie alle großen deutschen Industriekonzerne, von den Alliierten „entflochten“, d. h. der Konzern wurde in drei selbstständige Unternehmen aufgeteilt: Mannesmann AG (u. a. mit der Hüttenwerk Huckingen AG), Consolidation Bergbau AG und Stahlindustrie und Maschinenbau AG (STAMAG). Auf diese Weise sollte eine übermäßige wirtschaftliche Konzentration verhindert werden. Die Mannesmannröhren-Werke AG wurde liquidiert. Da die einzelnen Unternehmen allein wirtschaftlich jedoch nicht überlebensfähig waren, schlossen sie sich bis 1955 unter Führung der Mannesmann AG wieder zusammen.

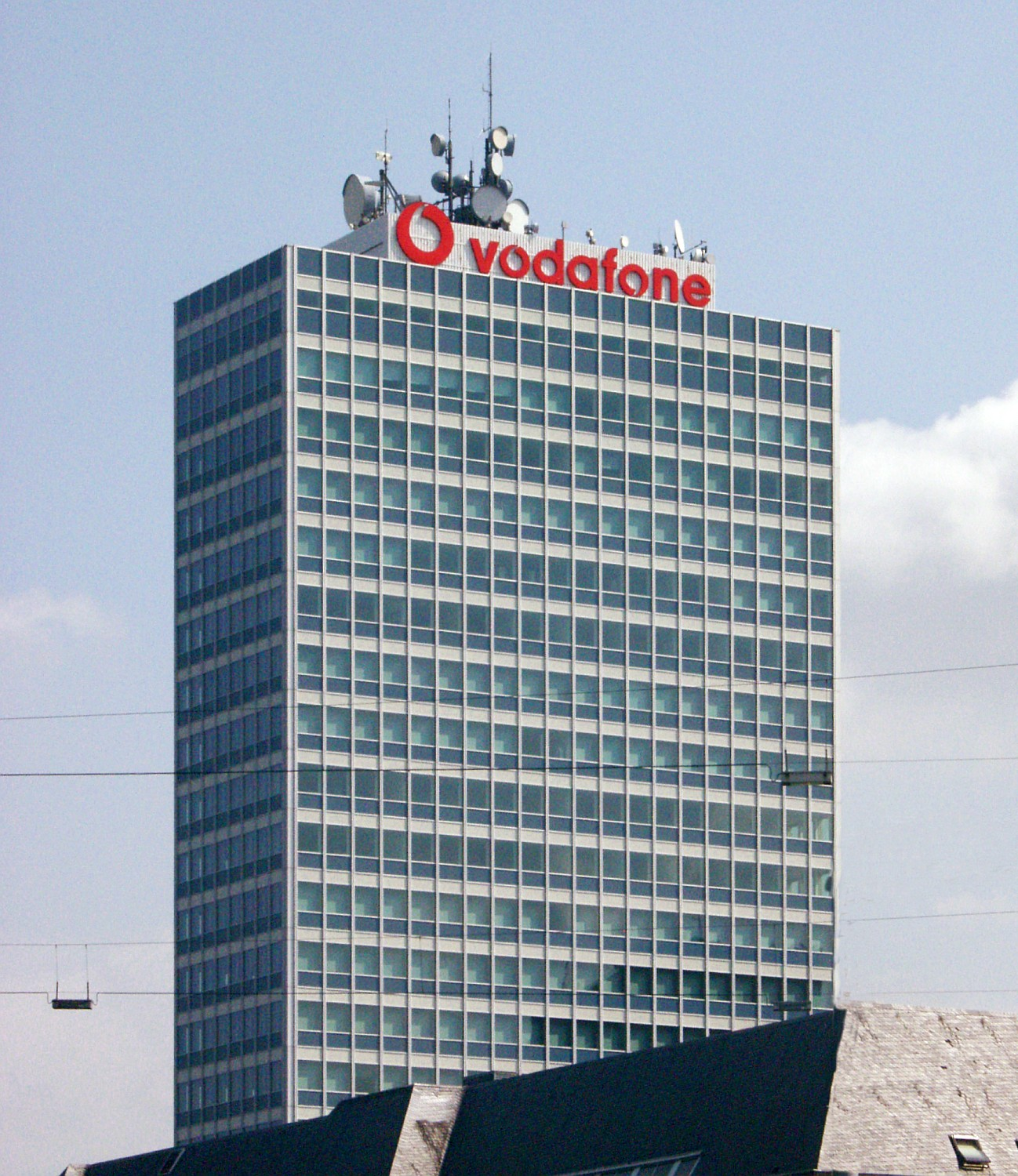
Ehemaliges Mannesmann-Hochhaus in Düsseldorf von 1958, Architekt: Paul Schneider-Esleben

1955 fasste Mannesmann Fuß in Brasilien: In Belo Horizonte wurde ein neues Hütten- und Röhrenwerk gegründet. Es war eine der größten Auslandsinvestionen der Stahlkonzerne in den Jahren des Wirtschaftswunders. 1960 erwirtschaftete die Mannesmann AG mit ihren in- und ausländischen Tochtergesellschaften und weltweit rund 76.700 Beschäftigten einen Umsatz von 4,57 Milliarden DM. Sie war einer der bekanntesten deutschen Industriekonzerne.
Ende der 1960er Jahre leitete Mannesmann eine tiefgreifende Umstrukturierung ein. Die Steinkohlenbergwerke wurden aufgrund der Kohlekrise in die Ruhrkohle AG eingebracht, und 1969/1970 kam es zu einer Arbeitsteilung mit Thyssen. Mannesmann gab, abgesehen vom Hüttenwerk Duisburg-Huckingen für die eigene Roheisen- und Halbzeugbasis, seine Flachstahlaktivitäten mit den Werken Gelsenkirchen, Teilen des Duisburger Werksgeländes und Finnentrop an Thyssen ab (bis heute Thyssenkrupp Steel), Thyssen wiederum gab seine Rohrherstellung und Rohrverlegung an Mannesmann ab (Werke Mülheim, Dinslaken, Düsseldorf-Lierenfeld und -Oberbilk). Die Rohrproduktion wurde in der neu gegründeten Mannesmannröhren-Werke AG konzentriert, die damit einer der größten Röhrenproduzenten der Welt wurde, und auf die auch die Mannesmann Hüttenwerke AG verschmolzen wurde. Thyssen wurde mit 33,3 % (ab 1974: 25 %) als Minderheitsaktionär am neuen Unternehmen beteiligt. Die Aktivitäten der Rohrverlegung und des Rohrleitungsbaus wurden in der aus Mannesmann- und Thyssen-Rohrleitungsbau gebildeten Mannesmann Rohrbau AG zusammengefasst. Diese wurde später in die Mannesmann Anlagenbau AG umgewandelt.
Noch heute ist vielen Menschen das sog. Erdgas-Röhrengeschäft aus den 1970er Jahren in Erinnerung, ein spektakuläres Dreiecksgeschäft, bei dem – vorfinanziert durch die Deutsche Bank – Großrohre von Mannesmann für den Pipelinebau in die Sowjetunion geliefert wurden und der Ruhrgas-Konzern im Gegenzug mit Gas aus der damaligen Sowjetunion beliefert wurde (Barter-Geschäft).

### Neue Geschäftsfelder
Parallel investierte der Mannesmann-Konzern intensiv in neue Geschäftsfelder. Im Maschinen- und Anlagenbau wurden Rexroth, Demag und Krauss-Maffei erworben, im Automobilzuliefererbereich Kienzle Apparate (1982), Fichtel & Sachs (1987), VDO und Boge. 1990, im einhundertsten Jahr seines Bestehens, präsentierte sich der Mannesmann-Konzern als breit diversifizierter Technologiekonzern.

### Telekommunikation und Anlagenbau
1990 stieg der Mannesmann-Konzern in ein weiteres neues Geschäftsfeld ein. Er erwarb die Lizenz zum Aufbau und Betrieb des ersten privaten Mobilfunk D-Netzes in Deutschland. Dieser Geschäftsbereich entwickelte sich überaus erfolgreich und dehnte sich in den Folgejahren auf ganz Europa aus. Mit seinen damals atemberaubenden Gewinnspannen dominierte er bald alle anderen Geschäftsbereiche. Der Mannesmann-Vorstand beschloss daher 1999, den Konzern auf den Geschäftsbereich Telekommunikation (Mobilfunk und Festnetz von Arcor) zu konzentrieren, und fasste die industriellen Aktivitäten, mit Ausnahme der Mannesmannröhren-Werke AG, in der Atecs Mannesmann AG zusammen, die ein eigenes börsennotiertes Unternehmen werden sollte. Der Geschäftsbereich Mannesmann Anlagenbau AG war Anfang 1999 an die französische Technip verkauft worden.
Vor dem Zusammenschluss der französischen Technip mit der amerikanischen FMC Technologies Anfang 2017 zur TechnipFMC trennte sich die neue Muttergesellschaft 2016 kurzfristig von ihrer deutschen Tochterfirma in Düsseldorf. Diese firmierte bis Oktober 2020, als die Insolvenz beantragt und der Geschäftsbetrieb eingestellt wurde, unter MMEC Mannesmann GmbH als eigenständige Firma.
Im November 1999 übernahm Mannesmann den britischen Mobilfunkanbieter Orange plc. und griff damit seinen Partner Vodafone auf dessen Heimatmarkt an, einen Tag später kündigte Vodafone an, Mannesmann zu übernehmen.

### Feindliche Übernahme durch Vodafone
Ende 1999 begann Vodafone mit seinen Planungen einer feindlichen Übernahme von Mannesmann. Zunächst bot es rund 100 Milliarden Euro, was vom damaligen Mannesmann-Chef Klaus Esser als „völlig unangemessen“ abgelehnt wurde. Nach einer Übernahmeschlacht stimmte der Aufsichtsrat am 3. Februar 2000 dem Aufkauf für letztendlich 190 Milliarden Euro zu, der bis heute teuersten Übernahme der Welt. Die Minderheitsaktionäre wurden per Squeeze-out zwangsweise abgefunden.
Der Mannesmann-Konzern wurde somit nach dem erfolgreichsten Geschäftsjahr seiner Unternehmensgeschichte (laut Geschäftsbericht 1999: Umsatz 23,27 Mrd. Euro, 130.860 Beschäftigte weltweit) aufgespalten. Die letzte Hauptversammlung der Mannesmann AG fand am 22. August 2001 statt.
Die Umstände der Übernahme und die für deutsche Verhältnisse hohen Abfindungen an führende Köpfe des Unternehmens führten 2004 zur Eröffnung eines strafrechtlichen Verfahrens vor dem Landgericht Düsseldorf. Die Angeklagten, darunter der zum Zeitpunkt der Übernahme amtierende Vorsitzende des Aufsichtsrats Josef Ackermann und der Vorstandsvorsitzende Klaus Esser, wurden am 22. Juli 2004 vom Landgericht zunächst freigesprochen. Nach einem Revisionsverfahren hob der Bundesgerichtshof am 21. Dezember 2005 die Freisprüche wieder auf und verwies das Verfahren zur Neuverhandlung an das Landgericht zurück. Am 29. November 2006 wurde das Verfahren jedoch gegen Zahlung einer Geldauflage in Millionenhöhe eingestellt.
Nach der Übernahme verblieben lediglich die Festnetz- und Internetsparte um Arcor, der Mobilfunkbereich D2 sowie die europäischen Telekommunikationsbeteiligungen bei Vodafone. Der konkurrierende britische Mobilfunkanbieter Orange wurde aufgrund von Auflagen der Wettbewerbsbehörden an die France Télécom verkauft.

### Zerschlagung
Die Aktivitäten im Bereich Telekommunikation wurden in die Vodafone GmbH eingegliedert. Die traditionellen Sparten des Mannesmann-Konzerns wurden durch Vodafone verkauft. Der Verkauf der unterschiedlichen Geschäftsbereiche brachte Vodafone 70 Milliarden Euro ein, weniger als die Hälfte des Kaufpreises des Gesamtkonzerns von 190 Milliarden Euro.
Der frühere Mannesmann-Vorstand hatte geplant, die Geschäftsbereiche Maschinen- und Anlagenbau sowie Automotive unter der Firmierung Atecs Mannesmann AG an die Börse zu bringen. Das neue Unternehmen wäre sofort eines der größten Unternehmen im DAX geworden. Stattdessen wurde die Atecs Mannesmann AG an ein Konsortium von Siemens und Bosch verkauft. Dieses Konsortium teilte die einzelnen Gesellschaften dann auf und gliederte sie jeweils zum Teil in die neuen Muttergesellschaften Siemens und Bosch ein. Andere Gesellschaften wurden weiterverkauft, z. T. auch aufgespalten, so dass für Außenstehende der Verbleib der einzelnen Unternehmen nur schwer nachzuvollziehen ist.
Die Mannesmannröhren-Werke AG wurde von der Salzgitter AG erworben, die sie heute als Salzgitter Mannesmann GmbH im Geschäftsbereich Stahlverarbeitung führt. 2005 verkaufte Salzgitter seinen Anteil am Joint-Venture Vallourec & Mannesmann Tubes (V & M Tubes) an die Vallourec-Gruppe.
Teile der Demag waren bereits vor der Vodafone-Übernahme von der Schloemann-Siemag AG/SMS-Gruppe übernommen worden, die größeren Teile der Demag kamen zunächst zu Siemens. Der Automobilzulieferer Mannesmann Sachs, hervorgegangen aus Fichtel & Sachs und Boge, wurde an die ZF Friedrichshafen verkauft und firmierte bis zur Verschmelzung mit der ZF im Jahr 2011 als ZF Sachs.
Das ehemalige Zentrallager, die Mannesmannröhren Service GmbH, gehört heute zu Vallourec-Mannesmann Tubes, Hüttenwerke Krupp Mannesmann und der Induser-Gruppe, firmiert als Mannesmannröhren Logistic GmbH in Ratingen und versorgt auch konzernfremde Unternehmen mit Verbrauchsmaterial. Das Tochterunternehmen Dolmar, ein Hersteller von Benzinkettensägen in Hamburg, wurde an den japanischen Konzern Makita veräußert und firmiert heute unter Makita Engineering Germany GmbH.

## Persönlichkeiten
- Reinhard Mannesmann, Gründer, Vorstand 1890–1893
- Hermann Winkhaus, Vorstand 1935–1962
- Wilhelm Zangen, Vorstand 1952–1957, Aufsichtsrat 1957–1969
- Wolfgang Pohle, Vorstand 1954–1959
- Ulrich Petersen, Vorstand 1960–1972
- Egon Overbeck, Vorstandsvorsitz 1962–1983
- Franz Josef Weisweiler, Vorstandsvorsitz 1983–1985
- Werner Dieter, Vorstandsvorsitz 1985–1994
- Joachim Funk, Vorstandsvorsitz 1994–1999, Aufsichtsratsvorsitz 1999–2000
- Klaus Esser, Vorstandsvorsitz 1999–2000

## Filme
- Frau Böhm sagt Nein, Drehbuch: Dorothee Schön, Regie: Connie Walther, 2009.

Dieser ARD-Fernsehfilm (Erstausstrahlung: 21. Oktober 2009) greift die Umstände der Mannesmann-Übernahme auf. Trotz Verfremdung als Hewaro AG (Mannesmann) und Redwater (Vodafone) sind die Vorbilder eindeutig. Senta Berger spielt darin eine prinzipientreue Vorstandssekretärin, die sich weigert, aus ihrer Sicht unrechtmäßige Prämienzahlungen anzuweisen und indirekt staatsanwaltliche Ermittlungen wegen Untreue auslöst.